# Morti nel 1997/Aprile
| Questa pagina contiene informazioni ricavate automaticamente dalle voci biografiche con l'ausilio del template Bio e di un bot. L'aggiornamento è periodico e automatico e ricostruisce completamente la pagina. Se manca una persona in questa lista, sei pregato di non aggiungerla, ma accertati piuttosto che la sua voce biografica contenga il template Bio e che i dati anagrafici siano correttamente compilati. Se il template Bio manca, inseriscilo tu stesso o, in alternativa, metti l'avviso {{tmp\|Bio}} che ne segnala la mancanza. Se i dati riportati sono sbagliati, correggi direttamente la voce biografica; le modifiche saranno visibili in questa lista entro pochi giorni. Per chiarimenti vedi il progetto biografie. La lista contiene solo le 101 persone che sono citate nell'enciclopedia e per le quali è stato implementato correttamente il template Bio. Pagina aggiornata al 3 mar 2024. |

- 1º aprile - Evsej Domar, economista russo (n. 1914)
- 1º aprile - Makar Hončarenko, calciatore sovietico (n. 1912)
- 2 aprile - David Shahar, scrittore israeliano (n. 1926)
- 2 aprile - Tomoyuki Tanaka, produttore cinematografico giapponese (n. 1910)
- 3 aprile - Sergej Filatov, cavaliere sovietico (n. 1926)
- 3 aprile - Severino Savi, presbitero italiano (n. 1911)
- 3 aprile - Dan Swartz, cestista statunitense (n. 1931)
- 4 aprile - Herta Ehlert, militare tedesca (n. 1905)
- 4 aprile - Haruko Sugimura, attrice cinematografica e attrice teatrale giapponese (n. 1909)
- 4 aprile - Livio Tamanini, entomologo italiano (n. 1907)
- 4 aprile - Alparslan Türkeş, politico turco (n. 1917)
- 5 aprile - Ignazio Buttitta, poeta italiano (n. 1899)
- 5 aprile - Allen Ginsberg, poeta statunitense (n. 1926)
- 5 aprile - František Kožík, scrittore ceco (n. 1909)
- 6 aprile - Max Alvarado, attore filippino (n. 1929)
- 6 aprile - Luigi Bianchi, generale e aviatore italiano (n. 1908)
- 6 aprile - Bernard Chevallier, cavaliere francese (n. 1912)
- 6 aprile - Gemma Griarotti, attrice e doppiatrice italiana (n. 1920)
- 6 aprile - Stephan Hermlin, scrittore tedesco (n. 1915)
- 6 aprile - Edith Kline, cestista statunitense (n. 1933)
- 6 aprile - Anita Pichler, scrittrice e traduttrice italiana (n. 1948)
- 6 aprile - Rosita Serrano, cantante e attrice cilena (n. 1914)
- 6 aprile - Ernesto Tomasi, calciatore e allenatore di calcio italiano (n. 1906)
- 7 aprile - Jean Clareboudt, scultore francese (n. 1944)
- 7 aprile - Antonio Miotto, saggista e psicologo italiano (n. 1912)
- 7 aprile - Angelo Paredi, religioso, storico e bibliotecario italiano (n. 1908)
- 7 aprile - Georgij Stepanovič Šonin, cosmonauta sovietico (n. 1935)
- 8 aprile - Tommaso Corallo, arbitro di calcio italiano (n. 1910)
- 8 aprile - Charles Hayes, sindacalista e politico statunitense (n. 1918)
- 8 aprile - Laura Nyro, cantautrice, compositrice e pianista statunitense (n. 1947)
- 9 aprile - Mae Boren Axton, musicista statunitense (n. 1914)
- 9 aprile - Sergio Bravo, calciatore messicano (n. 1927)
- 9 aprile - Helene Hanff, scrittrice e sceneggiatrice statunitense (n. 1916)
- 10 aprile - Stanley Eastham, calciatore inglese (n. 1913)
- 10 aprile - Renato Fastigi, imprenditore e politico italiano (n. 1904)
- 10 aprile - Gigi Savoia, rugbista a 15 e allenatore di rugby a 15 italiano (n. 1926)
- 10 aprile - Martin Schwarzschild, astronomo tedesco (n. 1912)
- 11 aprile - Wang Xiaobo, scrittore e saggista cinese (n. 1952)
- 12 aprile - Ivar Eriksson, calciatore svedese (n. 1909)
- 12 aprile - Nechama Leibowitz, biblista israeliana (n. 1905)
- 12 aprile - George Wald, biologo, fisiologo e biochimico statunitense (n. 1906)
- 13 aprile - Shūhei Nishida, astista giapponese (n. 1910)
- 13 aprile - Voldemar Väli, lottatore estone (n. 1903)
- 14 aprile - Gerda Christian,  tedesca (n. 1913)
- 14 aprile - Vladimír Novotný, direttore della fotografia ceco (n. 1914)
- 15 aprile - Don Bexley, attore statunitense (n. 1910)
- 15 aprile - Francescopaolo D'Angelosante, politico e avvocato italiano (n. 1922)
- 15 aprile - Sipan Shiraz, poeta, pittore e scultore armeno (n. 1967)
- 16 aprile - Jan Bruins, pilota motociclistico olandese (n. 1940)
- 16 aprile - Orazio Frugoni, pianista italiano (n. 1921)
- 16 aprile - Vito Fumagalli, storico e politico italiano (n. 1938)
- 16 aprile - Thierry Metz, poeta francese (n. 1956)
- 16 aprile - Roland Topor, illustratore, paroliere e drammaturgo francese (n. 1938)
- 16 aprile - Claude Tresmontant, filosofo e teologo francese (n. 1925)
- 17 aprile - Chaim Herzog, generale, avvocato e diplomatico israeliano (n. 1918)
- 17 aprile - Carlo Maccari, arcivescovo cattolico italiano (n. 1913)
- 17 aprile - Bruno Radicioni, pittore, scultore e ceramista italiano (n. 1933)
- 18 aprile - Bob Carpenter, cestista e allenatore di pallacanestro statunitense (n. 1917)
- 18 aprile - Ismael Fernandes, sceneggiatore, autore televisivo e giornalista brasiliano (n. 1945)
- 18 aprile - Gabriele Invernizzi, politico e partigiano italiano (n. 1913)
- 18 aprile - Francis Johnson, cestista statunitense (n. 1910)
- 18 aprile - Juan Félix Sánchez, artista e artigiano venezuelano (n. 1900)
- 19 aprile - Gianni Cajafa, attore italiano (n. 1914)
- 19 aprile - Quirino De Giorgio, architetto italiano (n. 1907)
- 19 aprile - Maria Wittek, militare e partigiana polacca (n. 1899)
- 20 aprile - Jean Louis, costumista francese (n. 1907)
- 20 aprile - Henri Vilbert, attore francese (n. 1904)
- 20 aprile - Otto Wilhelm von Vacano, archeologo e etruscologo tedesco (n. 1910)
- 21 aprile - Lawrence Henry Hicks, compositore australiano (n. 1912)
- 21 aprile - Luitgard Im, attrice tedesca (n. 1930)
- 21 aprile - Diosdado Macapagal, politico filippino (n. 1910)
- 21 aprile - Ambrogio Mauri, imprenditore italiano (n. 1931)
- 21 aprile - József Mészáros, allenatore di calcio e calciatore ungherese (n. 1923)
- 21 aprile - Andrés Rodríguez Pedotti, politico e generale paraguaiano (n. 1923)
- 21 aprile - Aníbal Tarabini, calciatore argentino (n. 1941)
- 22 aprile - Jean Carlu, pubblicitario francese (n. 1900)
- 22 aprile - Néstor Cerpa Cartolini, rivoluzionario peruviano (n. 1953)
- 23 aprile - Thomas Carr, attore e regista statunitense (n. 1907)
- 23 aprile - Albert Poldesz, poeta ungherese (n. 1925)
- 23 aprile - Camillo Ripamonti, politico e ingegnere italiano (n. 1919)
- 23 aprile - Inge Viermetz, giornalista tedesca (n. 1908)
- 24 aprile - Viktor Avilov, diplomatico russo (n. 1900)
- 24 aprile - Eugenio Bronzetti, fotografo italiano (n. 1906)
- 24 aprile - Felice Ippolito, geologo e ingegnere italiano (n. 1915)
- 24 aprile - Eugene Stoner, ingegnere e inventore statunitense (n. 1922)
- 24 aprile - Ines Vercesi, ginnasta italiana (n. 1916)
- 25 aprile - Aleksejs Auziņš, calciatore e hockeista su ghiaccio lettone (n. 1910)
- 25 aprile - Brian May, compositore australiano (n. 1934)
- 25 aprile - Gino Pernice, attore italiano (n. 1927)
- 25 aprile - Andreas Rett, neurologo austriaco (n. 1924)
- 26 aprile - John Beal, attore statunitense (n. 1909)
- 26 aprile - Valerij Obodzinskij, cantante russo (n. 1942)
- 26 aprile - Peng Zhen, politico cinese (n. 1902)
- 27 aprile - Pier Paolo D'Attorre, storico italiano (n. 1951)
- 27 aprile - Gabriel Figueroa, fotografo messicano (n. 1907)
- 27 aprile - Paul Lambert, attore statunitense (n. 1922)
- 27 aprile - Dulce María Loynaz, scrittrice, poetessa e avvocata cubana (n. 1902)
- 28 aprile - Giovanni Astarita, ingegnere italiano (n. 1933)
- 29 aprile - Kō Nishimura, attore giapponese (n. 1923)
- 30 aprile - Paolo Rosi, rugbista a 15, giornalista e telecronista sportivo italiano (n. 1924)
- 30 aprile - Vladimir Sucharev, velocista sovietico (n. 1924)